# Amanda Högström
Amanda Högström (* 8. August 1989) ist eine schwedische Badmintonspielerin.

## Karriere
Amanda Högström wurde 2011 erstmals nationale Meisterin in Schweden. 2012 nahm sie an den Badminton-Europameisterschaften teil, 2013 an den Badminton-Weltmeisterschaften. 2009 belegte sie Rang drei bei den Turkey International 2009, ein Jahr später Rang zwei bei den Italian International 2010 und den Bulgarian International 2010. 2012 siegte sie bei den Kharkov International, 2013 startete sie im Sudirman Cup. Im letztgenannten Jahr wurde sie auch Dritte bei den Polish Open 2013.